# Partido Constitucional Progresista
El Partido Constitucional Progresista (PCP) fue un partido político mexicano perteneciente al centro político y afín al liberalismo social y económico que existió entre 1911 y 1913.  El principio rector del partido fue el constitucionalismo, buscando restablecer la supremacía de la Constitución de 1857 y del imperio de la ley después de treinta años de dictadura de Porfirio Díaz. 
A partir del triunfo de Francisco I. Madero a la Presidencia de la República y de José María Pino Suárez a la Vicepresidencia de la República en las Elecciones federales de México de 1911, el PCP ejerció el Poder ejecutivo en México entre los años 1911 y 1913. En este mismo periodo, sus candidatos resultaron elegidos en varias elecciones locales y municipales. Entre 1912 y 1913, el PCP también tuvo mayoría en el Congreso de la Unión. En febrero de 1913, durante los eventos de la Decena Trágica, estella un golpe militar que derroca al gobierno de Madero y se interrumpe la observación de la Constitución Federal de 1857. Al restaurarse el Estado de Derecho con la Constitución Federal de 1917, el partido no se reagrupa. No obstante lo anterior, varios antiguos militantes del partido jugarían un destacado papel en la formación de un orden posrrevolucionario.

## Historia

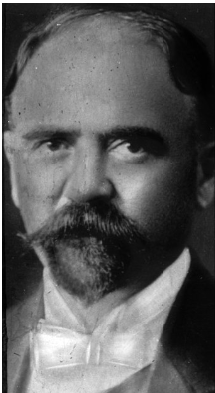
Francisco I. Madero, presidente de México entre 1911 y 1913, fue el primer jefe de estado mexicano electo de forma democrática

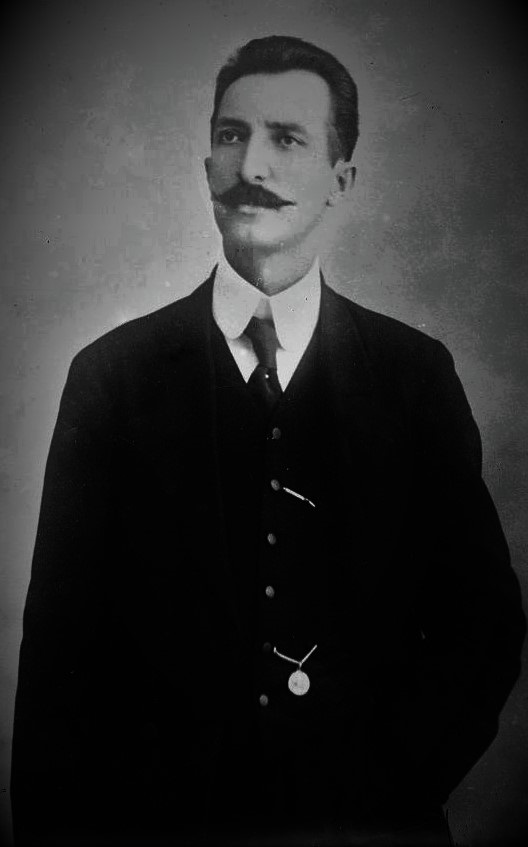
José María Pino Suárez, vicepresidente de México entre 1911 y 1913

Fundado en 1911 por Francisco I Madero, el partido fue sucesor del Partido Nacional Antirreeleccionista (PNA) que había postulado a Madero como candidato a la presidencia en las elecciones federales de México de 1910
Bajo el lema de “sufragio efectivo, no relección”, El PNA había buscado prohibir la reelección del Presidente y Vicepresidente de la República, limitando así las posibilidades de que futuros caudillos pudieran permanecer indefinidamente en el poder. Después del triunfo de la Revolución de 1910 que culminó con la renuncia del General Díaz en mayo de 1911, se consideró que los principios por lo que luchaba el PNA habían triunfado en la conciencia nacional, consignadose en varias reformas constitucionales. Por esta razón, con cara las elecciones federales de México de 1911, el PNA cambió de denominación, estableciéndose como el Partido Constitucional Progresista (PCP).
El partido se fundó durante la Convención plebiscitaria del Partido Constitucional Progresista (PCP), en la que resulta elegido presidente Juan Sánchez Azcona.
El PCP postulo a Francisco I. Madero como candidato a la presidencia y a José María Pino Suárez como candidato a la vicepresidencia. Triunfando ambos candidatos en las urnas, el PCP también fue exitoso en varias elecciones locales y estatales. En las elecciones legislativas de 1912, el PCP consiguió una limitada mayoría en el la XXVI Legislatura (1912-13). Varios legisladores del PCP formaron parte del Bloque Renovador que buscaba introducir algunas reformas sociales moderadas que saciaran de sed de justicia de un país que ya se encontraba en el umbral de una revolución social.
Entre sus militantes, el partido contó con importantes políticos e intelectuales mexicanos, incluyendo a Francisco I. Madero, José María Pino Suárez, José Vasconcelos, Gustavo Adolfo Madero, Luis Cabrera Lobato,  Venustiano Carranza, Roque González Garza, Belisario Domínguez, Eduardo Hay, Serapio Rendón, Nicolás Cámara Vales, Luis Manuel Rojas, Adrián Aguirre Benavides, Juan Sánchez Azcona, José Inés Novelo, Félix Fulgencio Palavicini, Alberto J. Pani, Aquiles Elorduy y Pascual Ortiz Rubio, entre otros. 
Durante los eventos de la Decena Trágica en febrero de 1913, ocurrió un golpe militar que culminó con el derrocamiento y posterior asesinato del Presidente Madero y el Vicepresidente José María Pino Suárez. El golpe efectivamente terminó con el orden constitucional de 1857. Al reestablecerse el estado de derecho y un orden constitucional con la Constitución de 1917, el PCP no se reagrupó. No obstante lo anterior, varios miembros del PCP y del Bloque Renovador formaron parte del congreso constitutuyente que promulgó la Constitución de 1917. De esta forma, muchos de los principios del PCP se ven reflejados en el actual orden jurídico mexicano, incluyendo la no reelección del Presidente de la República.

## Presidentes de México por el PCP
- 1911-1913 Francisco I. Madero

## Vicepresidentes de México por el PCP
- 1911-1913 José María Pino Suárez